# スニータ・ウィリアムズ
スニータ・ウィリアムズ（Sunita Williams、1965年9月19日-）は、アメリカ海軍の軍人、アメリカ航空宇宙局の宇宙飛行士である。第14次長期滞在及び第15次長期滞在で国際宇宙ステーションに滞在した。女性としては世界最長の宇宙滞在195日という記録を持っている。その後の滞在を含め2025年現在、宇宙滞在608日を記録している。『コルベア・レポー』に出演し、ノード3の名前を発表する役目に選ばれた
。

## 人物
オハイオ州ユークリッドで、有名な神経解剖学者のディパク・パンドヤとボニー・パンドヤの娘として生まれた。両親は現在、マサチューセッツ州ファルマスに住んでいる。父方のルーツはインドのグジャラート州に遡り、彼女は父の家族を訪ねてインドを訪れたこともある。母親はスロベニア人の家系である。
ウィリアムズはミッチェル・ウィリアムズと結婚しており、2人とも仕事を始めてすぐヘリコプターに乗っている。趣味はランニング、水泳、自転車、トライアスロン、ウィンドサーフィン、スノーボード、ハンティング等である。またボストン・レッドソックスの熱狂的なファンであり、ゴービーという名前のジャック・ラッセル・テリアを飼っている。

## 教育
ウィリアムズは、マサチューセッツ州ニーダムのニーダム高校を1983年に卒業した。1987年に海軍兵学校で物質科学の学位を取り、1995年にフロリダ工科大学で技術管理の修士号を取得した。

## 海軍でのキャリア
ウィリアムズは、1987年5月に海軍兵学校から、少尉としてアメリカ海軍に従軍するという命令を受けた。1989年に海軍飛行士に指名され、1993年に海軍テストパイロット学校を卒業した。

## NASAでのキャリア
ウィリアムズは1998年6月にアメリカ航空宇宙局に選ばれ、同年8月から基礎訓練を開始した。この基礎訓練では、洋上や荒野でのサバイバル技術の習得の他、科学や技術的な説明を受けたり、身体訓練、T-38での飛行訓練に備えた地上での訓練等が行なわれた。彼女はキャスリン・C・ソーントンが有していた3回の宇宙遊泳（船外活動）による船外活動時間記録を上回り、女性の宇宙遊泳時間の当時の記録を作った。この記録は、 後にペギー・ウィットソンに更新された。基礎訓練と評価を終えると、ウィリアムズはモスクワのロシア連邦宇宙局で国際宇宙ステーション（ISS）関係の業務に携わった。第1次長期滞在クルーが帰還すると、彼女はロボティクス部門で、カナダアーム2とデクスターに関する作業を担当した。また2002年5月には、海底で9日間生活するNEEMO2ミッションに参加した。
2008年4月、ウィリアムズはNASAのAstronaut Officeの副室長になった。
他の宇宙飛行士達と同様に、ウィリアムズも2001年にアマチュア無線の資格を取っており、2001年8月13日に連邦通信委員会からKD5PLBというコールサインを与えられた。彼女はISS内にある2つのアマチュア無線局のうち1つを使って、学生たちと交信を行った。

## 宇宙飛行経験

### STS-116
ウィリアムズはスペースシャトル・ディスカバリー/STS-116に乗ってISSを訪れ、第14次長期滞在に合流した。2007年4月にはロシアのメンバーが入れ替わり、第15次長期滞在となった。
彼女はISSに個人的に、『バガヴァッド・ギーター』のコピー、小さなガネーシャの像、サモサを持ちこんだ。

### 第14次長期滞在及び第15次長期滞在
ディスカバリーに搭乗後、彼女は自分のポニーテールを、アメリカの慈善団体Locks of Loveに寄贈することにし、ISS上で同僚の女性宇宙飛行士ジョアン・ヒギンボサムが彼女の髪を切り、STS-116で地球に持ち帰った。
ウィリアムズは、STS-116ミッションの8日目に初めての宇宙遊泳を行なった。2007年の1月31日、2月4日、2月9日にマイケル・ロペス＝アレグリアとともに3回の宇宙遊泳を成功させた。そのうちの1回ではカメラの命綱の固定部が外れ、ウィリアムズが反応する前に宇宙空間に飛んで行ってしまった。
彼女は、2007年の1月から2月にかけて、9日間で3回の宇宙遊泳を行い、この最後の4回目の宇宙遊泳で合計時間は29時間17分に達し、キャスリン・C・ソーントンを抜いて女性としての当時の最長記録となった。2007年12月18日、第16次長期滞在の4回目の宇宙遊泳で、ペギー・ウィットソンの宇宙遊泳時間が合計32時間36分に達し、ウィリアムズの記録を抜いた。
2007年3月初め、スパイシーな食べ物がほしいという彼女の要求に応え、プログレス補給船からワサビのチューブを受け取った。1気圧で詰められたチューブを開けると、ゲル状の物質は気圧の低いISS船内に飛び散った。
2007年4月16日、彼女は宇宙から初めてマラソンに参加した。彼女は4時間24分で2007年のボストンマラソンを完走した。他の乗組員は彼女を応援し、レースの間にオレンジを手渡したと伝えられている。ウィリアムズの妹のディナ・パンドヤはと同僚の宇宙飛行士のカレン・L・ニーベリは地上でマラソンを走り、ウィリアムズは地上管制センターから彼女らの情報を入手できた。2008年、ウィリアムズは再び、今度は地上でボストンマラソンに参加した。
2007年4月26日の決定で、彼女はSTS-117でアトランティスに乗って地球に帰ってくることが決まった。彼女は、マイケル・ロペズ＝アレグリアが更新して間もない、一回の宇宙飛行による宇宙滞在のアメリカ記録を破ることはできなかったが、女性の一回の宇宙飛行による宇宙滞在記録は更新した。

### STS-117
ウィリアムズはSTS-117の帰りの便に乗って、2007年6月22日に地球に帰還した。ディスカバリーは3時49分（EDT）にエドワーズ空軍基地に着陸し、195日の宇宙滞在を終えて家に戻った。
24時間で3度帰還を試みたものの、ケネディー宇宙センターの天候が回復しなかったため、ミッションマネージャーたちは着陸地点をモハーヴェ砂漠のエドワーズ空軍基地に変更せざるを得なかった。スペースシャトルが着陸してすぐにウィリアムズと6人の乗組員が姿を現すと、NASAの管制員は、「おかえりなさい、そして素晴らしいミッションをおめでとう」と言って祝福した。
ミッション終了後、41歳のスニータは、ABCテレビの「今週の人物」に選ばれた。彼女は長い髪の毛を切って寄付し、闘病生活で髪を失って苦しんでいる人々を助けることができたと説明した。

## インド訪問
2007年9月、ウィリアムズはインドを訪れた。彼女はマハトマ・ガンディーが1915年に反乱を起こした僧院であるサーバルマティー・アーシュラムと祖先の出自であるグジャラート州ジューラサンの村を訪れた。また彼女は、World Gujarati Societyからインド国籍を持たない人物としては初めてSardar Vallabhbhai Patel Vishwa Pratibha Awardを受賞した。甥の誕生日には従兄弟の家にも行った。2007年10月4日にはアメリカ大使館の学校で講演を行い、大統領官邸でインドの大統領のプラティバ・パティルと面会した。